# Baba Tchagouni
Baba Tchagouni est un footballeur international togolais né le 31 décembre 1990 à Lomé. Il joue au poste de gardien de but.

## Carrière
De 2001 à 2007, il évoluait à l'Académie Planét'Foot, son club formateur.
Entre 2007 et 2009, il évoluait au FC Martigues.
Il était sous contrat avec le Dijon FCO entre 2009 et 2013.